# منتاكة
مَنْتَاكَة (كافُها مجهورة) قبيلة سوسية موطنها بالسفح الجنوبي من جبل المصامدة على وادي منتاكة المنسوبِ إليها وعلى روافده. وتجاورها على ذات السفح زَدَّاغَة شرقا وهَرْكِيتَة غربا، ويقيم بنو محمود في الجهة الشمالية من هذا الجبل. وهم من بطون كنفيسة، على أنهم دخلوا في قبائل السوس أو ضُمُّوا إليها في أيام السعديين. ومن أفخاذها وَجَّاسَة وإِمُولَاس. وكان صاحبُ أمرِهم لعهد احتلال الفرنسيس القائدُ المهديُّ المنتاكيُّ الذي بَغَى عليهم وسَلَبَ أموالهم وسَفَكَ الدماء المحرَّمة، وقد كانت هركيتةُ له مذعِنة، وجاوز ملكه جنوبًا أحوازَ رودانة.
من أعلام منتاكة الشيخُ الحاجُّ محمدٌ الجَدُّ (مولده سنة 1332 هـ) صاحب المدرسة المعروفة به ومؤسسُها. اختطَّها سنة 1388 في إمولاسَ وسطَ منتاكة، وبدأ التعليم فيها سنة 1393، ولم يزل قائما بأمرها حتى مات، فانقطع عنها طلبة العلم سنين كثيرة إلى أن جددها المنتاكيون سنة 1426 فتجدد ذكرُها.